# Haplochromis smithii
 Haplochromis smithii és una espècie de peix de la família dels cíclids i de l'ordre dels perciformes.

## Morfologia
Els mascles poden assolir els 22 cm de longitud total.

## Distribució geogràfica
Es troba al llac Ngami i al sud de Zimbàbue (Àfrica).